# (956) Elisa
Pour les articles homonymes, voir Elisa.
(956) Elisa est un astéroïde de la ceinture principale découvert le 8 août 1921 par l'astronome allemand Karl Reinmuth.
Sa désignation provisoire était 1921 JW.
Sa distance minimale d'intersection de l'orbite terrestre est de 0,824837 ua.